# Clienting
A clienting, a marketing egyre erőteljesebben elkülönülő részterülete, amelynek fő célja és törekvése a már meglévő Ügyfelek megtartása és további vásárlásra ösztönzése. Következetes vevőorientáció és vevőközeliség jellemzi, magas szintű vevői elégedettségen alapuló erős és tartós kötődés kialakítására és fenntartására törekszik. A clienting az értékesítés, a marketing, a PR és a vállalati kommunikáció határterülete.
Központi kérdései, miképp érhető el és tartható fenn a vásárlói elégedettség, illetve milyen termék, szolgáltatás, mely tevékenységek, milyen fajta kommunikáció biztosítja az elkötelezettség megteremtéséhet szüksége mértékű ügyfélélményt.

## Kialakulása
Kezdetben mindenki gyártotta, termelte, tenyésztette, szolgáltatta, amit tudott, és elcserélte, amit tudott, vagy eladta, azt, amit megvettek tőle. A piaci verseny erősödése „kitermelte” a belső munkamegosztást, és megjelent az értékesítés mint önálló, elkülönült feladatkör és kommunikációs stílus. Miután az eladásnak korlátai vannak, a marketingtevékenység az értékesítés elkülönült területeként önállósult. A piac minél jobb megismerésével, a vásárlói szükségletek, igények felderítésével segíti a termék- és szolgáltatásfejlesztés, valamint az értékesítés munkáját. Fő törekvése, hogy a cég termékkínálatának hasznossága igazi érték legyen a potenciális vásárlók számára, továbbá módszereivel elősegíti a termék- és szolgáltatásértékesítési hatékonyság növelését. (tipikus eszköze a marketingmix). A PR tevékenység a marketing elkülönült területeként önállósult. Funkciója „A PR a közvélemény jóindulatát kereső okok feltárása, és az azt kiváltó tevékenységek fokozása, továbbá a közvélemény ellenszenvének és ezek indokainak kutatása, az azt kiváltó tevékenység csökkentése.”  (forrás: Marston), eszköze: a PR-kommunikáció.

## A clienting helye és szerepe
|              | PR                                                                   | MARKETING | ÉRTÉKESÍTÉS                                            | CLIENTING                                                                              |
| ------------ | -------------------------------------------------------------------- | --- | ------------------------------------------------------ | -------------------------------------------------------------------------------------- |
| célcsoportja | közvélemény                                                          | az egész piac                                                                                                  | minden potenciális vevő                                | meglévő ügyfelek                                                                       |
| célja        | befolyásolni                                                         | megismerni, befolyásolni, fejleszteni                                                                          | eladni                                                 | megtartani, fejleszteni                                                                |
| felelőse     | PR-részleg                                                           | marketing-részleg                                                                                              | értékesítés (sales)                                    | ügyfélszolgálat                                                                        |
| eszköze      | közlemény, megjelenés, támogatás                                     | kutatás, stratégiaalkotás, tervezés, marketing-mix                                                             | reklám, akciók, márkázás                               | hűségakciók, ügyfélérték alapú kiszolgálás                                             |
| eredménye    | A cég, a márka, egyes termékek jó hírének kialakítása és fenntartása | A piac (Vevők és konkurensek) megismerése, és az információkat felhasználva termékfejlesztés, piacbefolyásolás | sz értékesítés hatékonyságának és volumenének fokozása | sz ügyfél-elégedettség növelésének segítségével ügyfél-élettartam és fogyasztásnövelés |

## A clienting alapkérdései

### Az ügyfél megtartása a fontosabb, vagy az azonnali profit?
Akinek nincs (elég) ügyfele, nem lesz profitja sem, azonban a sok ügyfél még nem jelent automatikusan magas profitabilitást, hiszen, a vásárlók eltérő nagyságú hasznot hoznak.

### Mi éri meg jobban, megtartani az ügyfelet vagy újat szerezni?
Minél jövedelmezőbb egy ügyfél, annál inkább érdemes megtartani, azonban ha egy ügyfél nem termel profitot (és hosszabb távon sem látszik ígéretesnek), akkor – ha lehetséges – érdemes megszabadulni tőle.

### Mennyit érdemes elkölteni egy ügyfél megtartására?
- Határérték: amennyibe egy hasonló „értékű” ügyfél megszerzése kerül.
- Mérlegelési szempontok: jövedelmezőség * hatalmi helyzet * jövőbeni lehetőségek (tendencia) * kooperációs kapcsolatok * ügyféltörténeti információk

## Válasz az alapkérdésekre
Ügyfeleink jövedelmet termelő részét tegyük legalább annyira elégedetté, hogy még éppen kitartson mellettünk, és továbbra is vásároljon tőlünk, a legértékesebb részét pedig tegyük 100%-ig elégedetté és elkötelezetté. A tartósan veszteségtermelő vevőktől meg kell szabadulni.